# چسروگ
چسروگ (به لاتین: Chäserrugg) یک کوه در سوئیس است که در کانتون سنت گالن واقع شده‌است. چسروگ ۲٬۲۶۲ متر بالاتر از سطح دریا واقع شده‌است.